# Logi Már Einarsson
Logi Már Einarsson (født 21. august 1964 i Akureyri) er en islandsk politiker og arkitekt, der har været formand for det socialdemokratiske parti Alliancen siden 2016.

## Barndom og uddannelse
Logi voksede op i Akureyri og tog stúdentspróf from Menntaskólinn á Akureyri i 1985. Han studerede arkitektur ved Arkitektur- og designhøgskolen i Oslo 1986–92 og tog en kandidateksamen i arkitektur.

## Professionelt liv
Efter at have afsluttet sin uddannelse vendte Logi tilbage til Akureyri, hvor han arbejdede som landskabsarkitekt ved H.J. teiknistofa 1992–94 og for tekniske forvaltning og plankontoret ved Akureyri kommune 1994–96, før han vendte tilbage til den private sektor, hvor han arbejdede for Form 1996-97, Úti og Inni 1997–2003 og Arkitektúr.is 2003–04. Sidst i 2003 grundlagde han arkitekt- og designfirmaet Kollgáta sammen med den industrielle designer Ingólfur Freyr Guðmundsson. Fra 2010–12 underviste han også ved Reykjavik Universitet. Logi har desuden været formand for den islandske arkitektforening, Arkitektafélags Íslands.

## Politisk karriere
Logi stillede uden held op til Altinget i Nordøstkredsen ved altingsvalget i 2009 for Alliancen, men var indkaldt som suppleant fem gange i valgperioden 2009-2013. Han indvalgtes i Akureyri byråd ved kommunalvalget i 2010,. I 2016 blev han valgt til næstformand for Alliancen på partiets årsmøde.
Logi stillede atter op for sit parti i Nordøstkredsen ved altingsvalget i 2016 og vandt partiets eneste kredsmandat. Alliancen led det værste nederlag i partiets historie, hvilket efterfølgende fik partiformanden Oddný G. Harðardóttir til at træde tilbage, og bestyrelsen udnævnte Logi til formand ved et møde den 31. oktober 2016. Han forlod kort efter byrådet i Akureyri for at koncentrere sig om landspolitikken.

## Privatliv
Logi er gift med advokaten og fløjtenisten Arnbjörg Sigurðardóttir. De har to børn, Úlf og Hrefna.